# Estefânia de Beauharnais
Estefânia Luísa Adriana de Beauharnais (em francês: Stéphanie Louise Adrienne; Versalhes, 28 de agosto de 1789 – Nice, 29 de janeiro de 1860), foi uma princesa francesa, a esposa do grão-duque Carlos II e Grã-Duquesa Consorte de Baden de 1811 até 1818. Filha de Claude de Beauharnais, 2º Conde de Roches-Baritaud e de sua esposa, Claudine Lézay-Marnézia, Estefânia foi adotada por Napoleão Bonaparte e sua esposa, Josefina de Beauharnais em 1806, tornou-se assim Princesa do Império Francês.

## Família
Nascida em Versalhes no início da Revolução Francesa, Estefânia era bisneta de Claude de Beauharnais e Renée Hardouineau, que se casaram em La Rochelle em 1713. O filho mais velho do casal era François de Beauharnais, marquês de la Ferte-Beauharnais que foi governador de Martinique. O seu filho mais novo era Claude de Beauharnais, 1.º conde des Roches-Baritaud, que era o avô paterno de Estefânia.
Claude casou-se em 1753 com Marie Anne Françoise Mouchard, conhecida no mundo da poesia como Fanny de Beauharnais. O seu filho mais velho era Claude de Beauharnais, 2.º conde des Roches-Baritaud. Em 1783, o segundo conde casou-se com Claude Françoise de Lezay. Deste casamento nasceram o seu irmão mais velho, Alberic de Beauharnais, e da própria Estefânia. O seu pai voltou a casar-se em 1799 com Suzanne Fortin-Duplessis. Deste casamento nasceu a meia-irmã de Estefânia: Joséphine de Beauharnais, marquesa de Quiqueran-Beaujeu.

## Subida ao poder de Napoleão Bonaparte
Contudo, seria outra Josefina que iria definir o destino da sua família. A 13 de dezembro de 1779, o visconde Alexandre de Beauharnais, primo direito do seu pai, casou-se com Joséphine Tascher de la Pagerie. A 23 de julho de 1794, Alexandre foi guilhotinado. Josefina teve casos com várias figuras influentes do governo francês, incluindo Paul François Jean Nicolas Barras que a apresentou a um dos seus favoritos, Napoleão Bonaparte. Napoleão começou a cortejá-la pouco depois. A 9 de março de 1796, os dois casaram-se.
O general Napoleão tornou-se então padrasto dos dois filhos de Josefina: Eugénio de Beauharnais e Hortênsia de Beauharnais, primos em segundo-grau de Estefânia. Como a sua influência e riqueza continuaram a aumentar, Napoleão acabou por tornar-se o chefe de família tanto dos Bonaparte como dos Beauharnais. Pouco depois Estefânia viu o novo membro da sua família a tornar-se primeiro cônsul da França.
O seu "tio" coroou-se imperador da França a 2 de dezembro de 1804. Como membro proeminente da família imperial, Estefânia residia no Palácio das Tulherias. O seu novo estatuto permitia-lhe viver uma vida bastante luxuosa. Contudo, não faltava muito para que ela tivesse de deixar o palácio e o país.

Diadema de Estefânia

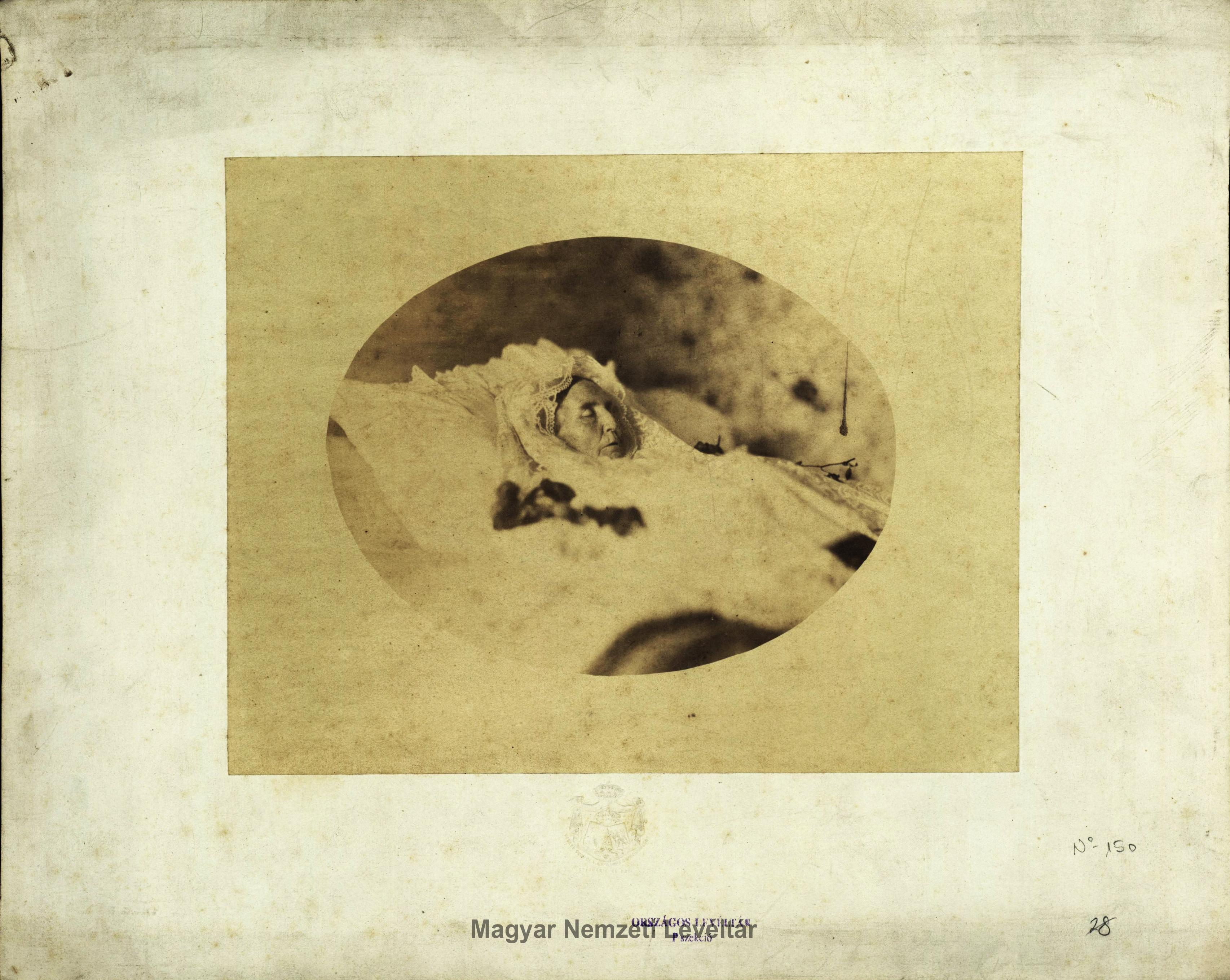
Estefânia em seu Leito de morte, única fotografia conhecida da mesma,

Em consequência do esforço de Napoleão para assegurar uma aliança com o príncipe-eleitor de Baden, foi arranjado um casamento entre os descendentes de ambos os soberanos com o objectivo de unir as duas dinastias. O príncipe-eleitor escolheu o seu neto, o príncipe Carlos. No entanto, Napoleão não tinha descendentes legítimos, por isso decidiu adotar oficialmente Estefânia como sua filha, conferindo-lhe o título de "Princesse Française" ("Princesa Francesa"), com o tratamento de Alteza Imperial. O casamento celebrou-se em Paris, a 8 de abril de 1806. A 25 de julho, o título do avô do seu novo marido foi elevado para grão-duque de Baden e seria ele a liderar a Confederação do Reno.
Segundo a maior parte dos testemunhos, o casamento não teve grande sucesso. O seu marido estava determinado a continuar a sua vida de solteiro, escolhendo Karlsruhe como sua residência oficial. Estefânia teve permissão para residir separadamente em Mannheim. Nem as queixas oficiais do imperador francês resolveram a situação. O grão-duque (avô de Carlos) ofereceu Schwetzingen para se tornar a residência comum do casal, mas apenas Estefânia aceitou a proposta. A situação mudou ligeiramente quando se tornou evidente que o grão-duque estava a envelhecer e não ia viver por muito mais tempo. O casal ter-se-à reconciliado para conseguir gerar um herdeiro.

## Descendentes
A 10 de junho de 1811, o marido de Estefânia, Carlos, sucedeu o avô como grão-duque de Baden. O casal teve cinco filhos:
- Luísa Amélia de Baden (5 de junho de 1811 - 19 de julho de 1854), casada com o príncipe Gustavo da Suécia; com descendência.
- Filho sem nome (29 de setembro de 1812 -16 de outubro de 1812), morreu com poucos dias.
- Josefina de Baden (21 de outubro de 1813 - 19 de junho de 1900), casada com o príncipe Carlos António de Hohenzollern-Sigmaringen; com descendência.
- Alexandre de Baden (1 de maio de 1817 - 8 de maio de 1817), morreu com um ano de idade.
- Maria Amélia de Baden (11 de outubro de 1817 - 17 de outubro de 1888), casada com William Hamilton, 11.º Duque de Hamilton; com descendência.

Entre os seus descendentes encontram-se os antigos reis da Roménia e o antigo rei Pedro II da Jugoslávia, bem como o atual rei Alberto II da Bélgica, grão-duque Henrique do Luxemburgo e o príncipe Alberto II do Mónaco.

## Viuvez
O grão-duque morreu a 8 de dezembro de 1818 e Estefânia ficou viúva o resto da sua longa vida. Terá sido uma mãe atenciosa para as suas três filhas. A sua residência em Mannheim tornou-se um popular salão para artistas e intelectuais. Estefânia morreu em Nice, na França, aos setenta e um anos de idade, em 1860, quarenta e um anos depois da morte do marido.